# Wimbledon 1937
De 57e editie van het Britse grandslamtoernooi, Wimbledon 1937, werd gehouden van maandag 21 juni tot en met zaterdag 3 juli 1937. Voor de vrouwen was het de 50e editie van het Britse graskampioenschap. Het toernooi werd gespeeld bij de All England Lawn Tennis and Croquet Club in de wijk Wimbledon van de Britse hoofdstad Londen.
De Amerikaan Don Budge won het heren enkelspel, herendubbelspel en het gemengd dubbelspel.
De Britse Dorothy Round won de titel bij de vrouwen
Op de enige zondag tijdens het toernooi (Middle Sunday) werd traditioneel niet gespeeld.
In augustus 1936 was de BBC begonnen met televisie-uitzendingen. In 1937 werd het toernooi voor het eerst uitgezonden op televisie. Er werd gebruikt gemaakt van twee camera's op het Centre Court 1 voor het overzicht en 1 voor close ups. De uitzendingen duurden een half uur per dag en waren te volgen binnen een straal van 65 kilometer rond Noord-Londen. 

## Belangrijkste uitslagen
Mannenenkelspel

Finale:  Don Budge  (Verenigde Staten) won van Gottfried von Cramm (Duitsland) met  6–3, 6–4, 6–2 
Vrouwenenkelspel

Finale: Dorothy Round (Verenigd Koninkrijk) won van Jadwiga Jędrzejowska (Polen) met  6–2, 2–6, 7–5
Mannendubbelspel

Finale: Don Budge  (Verenigde Staten) en Gene Mako (Verenigde Staten) wonnen van Pat Hughes (Verenigd Koninkrijk) en Raymond Tuckey (Verenigd Koninkrijk) met 6–0, 6–4, 6–8, 6-1 
Vrouwendubbelspel

Finale: Simonne Mathieu (Frankrijk) en Billie Yorke (Verenigd Koninkrijk) wonnen van Phyllis King (Verenigd Koninkrijk) en Elsie Pittman (Verenigd Koninkrijk) met 6–3, 6–3  
Gemengd dubbelspel

Finale: Alice Marble (Verenigde Staten) en Don Budge (Verenigde Staten) wonnen van Simonne Mathieu (Frankrijk) en Yvon Petra (Frankrijk) met 6–4, 6–1 
Een juniorentoernooi werd voor het eerst in 1947 gespeeld.